# Adalwina
Adalwina – imię żeńskie pochodzenia germańskiego, żeński odpowiednik imienia Adalwin, stanowiącego złożenie staro-wysoko-niemieckiego adal („szlachetny, pochodzący ze szlachetnego rodu”) i wini („przyjaciel”). Oznacza „szlachetna, wysoko urodzona przyjaciółka”. Jego skróconą formą jest Alwina.
Adalwina imieniny obchodzi 26 maja.